# Liste der Einträge im National Register of Historic Places im Elko County
Diese Liste der Einträge im National Register of Historic Places im Elko County enthält alle in Elko County, Nevada in das National Register of Historic Places eingetragenen Gebäude, Bauwerke, Objekte, Stätten oder historischen Distrikte.
Diese Liste entspricht dem Bearbeitungsstand des National Park Service/National Register of Historic Places vom 25. Oktober 2024.

## Legende
| NRHP | Historic Place |

## Aktuelle Einträge
| [ 2 ] | Name                             | Bild                      | Eintragsdatum                 | Lage                                                                                 | Ort           | Beschreibung |
| ----- | -------------------------------- | ------------------------- | ----------------------------- | ------------------------------------------------------------------------------------ | ------------- | ------------ |
| 1     | El Rancho Hotel and Casino       |                           | 7. Feb. 2024 ID-Nr. 100009943 | 1629 Lake Avenue 41° 6′ 43,2″ N, 114° 57′ 52,2″ W                                    | Wells         |              |
| 2     | Elko County Courthouse           | weitere Bilder            | 23. Sep. 1992 ID-Nr. 92001259 | 571 Idaho Street 40° 50′ 1″ N, 115° 45′ 42″ W                                        | Elko          |              |
| 3     | Gold Creek Ranger Station        | Gold Creek Ranger Station | 15. Sep. 1992 ID-Nr. 92001187 | östlich von Mountain City, im Humboldt National Forest 41° 45′ 4″ N, 115° 40′ 29″ W  | Mountain City |              |
| 4     | Midas Schoolhouse                | Midas Schoolhouse         | 21. Juli 2004 ID-Nr. 04000727 | 2nd Street, zwei Gebäudeblöcke östlich der Main Street 41° 14′ 32″ N, 116° 47′ 39″ W | Midas         |              |
| 5     | Ruby Valley Pony Express Station | weitere Bilder            | 10. März 1975 ID-Nr. 75001110 | 1515 Idaho Street 40° 50′ 33″ N, 115° 45′ 4″ W                                       | Elko          |              |
| 6     | US Post Office-Elko Main         | weitere Bilder            | 28. Feb. 1990 ID-Nr. 90000133 | 275 3rd Street 40° 49′ 48″ N, 115° 45′ 47″ W                                         | Elko          |              |